# FBI: Mörder
FBI: Mörder (Original: In the Line of Duty: The FBI Murders; auch FBI: Schonungslos) ist ein US-amerikanisches Filmdrama aus dem Jahr 1988, das unter der Regie von Dick Lowry auf der Grundlage wahrer Begebenheiten entstand.

## Handlung
Florida, 1985: Die beiden Ex-Soldaten William Matix und Michael Platt verüben entlang des South Dixie Highway in Miami mehrere Bank- und Raubüberfälle, wobei sie auch vor Mord nicht zurückschrecken. Das FBI weiß durch Zeugenaussagen lediglich, es mit zwei weißen Männern in Kampfanzügen zu tun zu haben, die abwechselnd mit einem hellen Chevrolet Monte Carlo und einem weißen Ford F-150 Lieferwagen unterwegs sind. Zuhause geben die Verbrecher und Väter ihren Frauen vor verdeckt für die CIA zu arbeiten, was diese auch glauben. Michael Platt ist ein liebevoller Vater und Ehemann und unternimmt viel mit seinem Sohn. William Matix hingegen wird immer wieder gewalttätig gegenüber seiner Frau und hat nur wenig nette Worte für sie übrig. Er hat auch nur wenig für seine Tochter übrig und sagt, nichts weniger zu gebrauchen, als noch ein Kind. Auch trifft er sich heimlich mit anderen Frauen. Außerdem wird er verdächtigt, seine erste Ehefrau in Ohio ermordet zu haben, was ihm jedoch nicht nachgewiesen werden kann, obwohl die Beweise erdrückend erscheinen. Die beiden lernten sich in der United States Army kennen, wo sie mehrere Jahre dienten und auch im Vietnamkrieg eingesetzt wurden. Zum Verhängnis wird ihnen der Diebstahl eines schwarzen 1979er Chevrolet Monte Carlo, dessen Besitzer sie niederschießen. Dieser überlebt jedoch und kann der Polizei den Diebstahl seines Wagens mitteilen sowie ein Phantombild von William Matix anfertigen. Gordon McNeill, der Chef des örtlichen FBI-Büros, entscheidet sich daraufhin, am 11. April 1986 den gesamten South Dixie Highway zu überwachen und Ausschau nach dem gestohlenen Wagen zu halten. Die beiden FBI-Agenten Jerry Dove, der erst vor kurzem seinen Dienst antrat, und Benjamin Grogan, der dienstälteste Agent des Büros, entdecken schließlich den Wagen und nehmen unauffällig die Verfolgung auf. Nachdem sich drei weitere Zivilstreifen des FBI der Verfolgung anschlossen, fällt dies Matix auf und teilt es Platt mit, der daraufhin ein Ruger Mini-14 Gewehr lädt. Die Agenten entscheiden sich schließlich, die beiden Täter in einer Seitenstraße zu stellen, um sie vor dichter bewohntem Gebiet fernzuhalten. Nach kurzer Verfolgungsjagd gelingt es ihnen die Verbrecher von der Straße zu drängen, worauf diese das Feuer eröffnen. Während des folgenden Gefechts werden Jerry Dove und Benjamin Grogan getötet sowie fünf weitere Agenten schwer verletzt. Als die beiden, ebenfalls schwer verletzten, Verbrecher wieder in ihr Fahrzeug steigen, werden sie von einem verletzten Agenten erschossen.

## Hintergrund
siehe: Miami-Schießerei 1986
Das Drama ist eine Verfilmung des Lebens und der versuchten Festnahme der beiden Schwerverbrecher William Matix und Michael Platt. Bei deren versuchter Festnahme im April 1986 entwickelte sich die größte und verlustreichste Schießerei in der Geschichte des FBI, in der die beiden Täter und zwei Agenten getötet sowie fünf weitere Agenten schwer verletzt wurden.

## Kritik
„Film nach einem authentischen Fall, der in die Annalen des FBI einging und dessen Logistik ins Schulungsprogramm des Büros aufgenommen wurde; seine Spannung gewinnt er aus der Frage, wann und wie das FBI der Täter habhaft wird, wobei deren psychologische Motivation vernachlässigt wird. Ein nachdenklich stimmender, freilich sehr harter Film, der den Rahmen vergleichbarer Fernsehproduktionen sprengt.“